# Пасека (Всеволожский район)
Па́сека (фин. Paassikka) — упразднённая деревня на территории Щегловского сельского поселения Всеволожского района Ленинградской области.

## История
Деревня возникла в конце XIX века. Существуют документальные свидетельства того, что деревня уже существовала в 1889 году. Находилась на земле баронов Медем в имении Щеглово, в месте расхождения двух линий Ириновской железной дороги, примерно в центре треугольника образованного тремя станциями: Мельничный Ручей, Романовка и Щеглово.

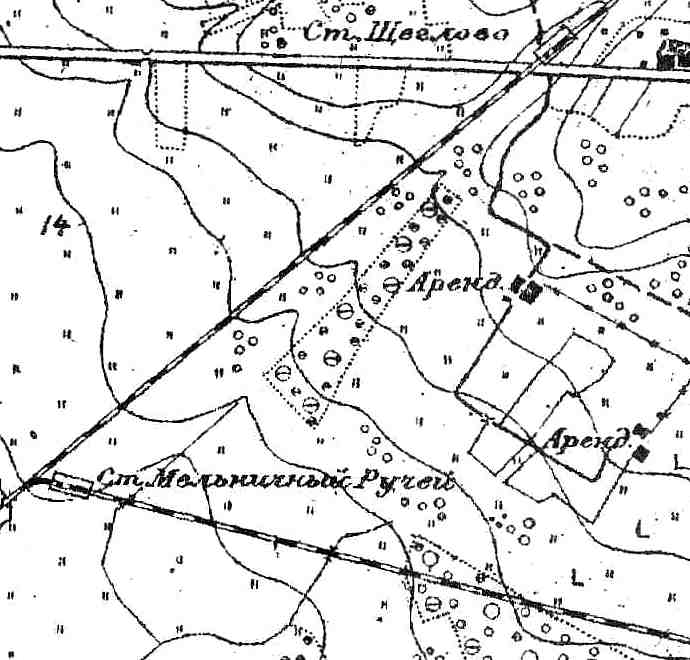
Деревня Пасека на карте 1895 года.

Пасека представляла собой посёлок финляндских арендаторов, население которого составляли переселенцы и потомки переселенцев из Финляндии, так называемые «финляндские карелы».

ПАСЕКА — поселение арендаторов в имении Щеглово, 7 дворов, 17 м. п., 15 ж. п., всего 32 чел. (1896 год)

В конце XIX — начале XX века деревня административно входила в состав Рябовской волости 2-го стана Шлиссельбургского уезда Санкт-Петербургской губернии. Население деревни было исключительно финским.
Согласно церковным регистрационным книгам 1908—1930 годов деревня называлась Пасика или Пасикка и относилась к Рябовскому лютеранскому приходу (Ряяпювя).
Упоминание деревни Пасека есть на карте Санкт-Петербургской губернии 1913 года издания, съёмка которой проводилась в 1890—1895 годах с уточнениями 1909 года — деревня из 9 дворов, а также на карте Петроградской губернии 1914—1917 годов — обозначен дом.
По данным Рябовского продовольственного комитета на начало 1918 года в деревне проживал 41 человек.
По сведениям Рябовского волостного совета в декабре 1921 года в деревне также насчитывался 41 житель.
В конце 1924 года в деревне числилось 20 человек мужского и 21 женского пола, всего 41 прихожанин Рябовской лютеранской церкви.
По данным переписи населения 1926 года Пасека также была деревней с преимущественно финским населением:

ПАСЕКА — деревня Щегловского сельсовета Ленинской волости Ленинградского уезда, 8 хозяйств, 38 душ.

Из них: русских — 2 хозяйства, 6 душ; финнов-суоми — 6 хозяйств, 32 души. (1926 год) 

По административным данным 1933 года деревня Пасека относилась к Щегловскому сельсовету.

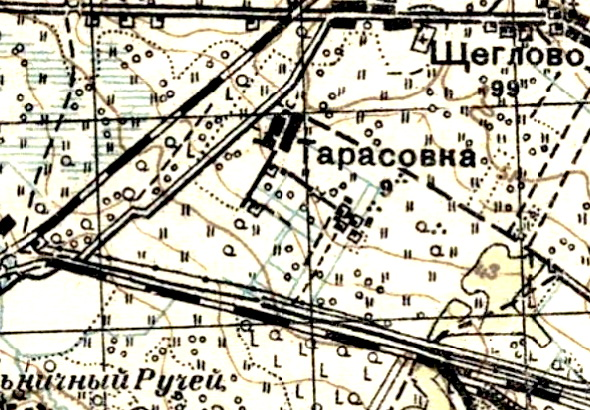
Деревня Пасека (Тарасовка) на карте 1931 года

Согласно карте 1931 года деревня насчитывала 9 дворов и назвалась Тарасовка. 
На картах 1939 и 1940 годов она уже обозначалась как безымянная группа домов.
До 1942 года — место компактного проживания ингерманландских финнов.
На картах 1980-х годов деревня не обозначена.
Сейчас — урочище Пасека.